# Astrid Williamsonová
Astrid Williamsonová (* 28. listopadu 1968 nebo 1971) je skotská zpěvačka a multiinstrumentalistka.
Svou kariéru zahájila v roce 1995 jako členka skupiny Goya Dress, jejíž první album z roku 1996 Rooms produkoval John Cale; brzy po vydání alba se skupina rozpadla. V následujících letech se Williamsonová začala věnovat vlastní kariéře a v roce 1998 vydala své první album Boy for You. Následovala alba Astrid Williamson (2003), Day of the Lone Wolf (2006), Here Come the Vikings (2009), Pulse (2011), We Go to Dream (2015), Requiem & Gallipoli (2015) a Into the Mountain (2022). V roce 2022 nahrála album The Westend Sessions se svým bratrem Edwinem. Album Shetland Suite (2024) obsahuje nové verze tradicionálů.
V roce 2011 hrála na klávesy a zpívala doprovodné vokály ve skupině Brendana Perryho. Také koncertovala s Perryho skupinou Dead Can Dance, vystupuje například na koncertním albu In Concert (2013). Podílela se také na nahrávkách zpěvačky této kapely, Lisy Gerrardové, Twilight Kingdom (2014) a Exaudía (2022). Spolupracovala s mnoha dalšími hudebníky, mezi které patří například Nick Pynn, Paul McCann a skupina Electronic.

## Sólová diskografie
- Boy for You (1998)
- Carnation (2002)
- Day of the Lone Wolf (2006)
- Here Come the Vikings (2009)
- Pulse (2011)
- We Go to Dream (2015)
- Requiem & Gallipoli (2015)
- Into the Mountain (2022)
- Shetland Suite (2024)